# Moritz Friebe
Moritz Friebe (* 30. November 1846 in Reichenbach im Eulengebirge, Provinz Schlesien; † 26. Mai 1937) war ein deutscher Gymnasiallehrer.

## Leben
Friebe besuchte das Maria-Magdalenen-Gymnasium zu Breslau. Er studierte ab 1865 an der Schlesischen Friedrich-Wilhelms-Universität Philologie. Vom 19. Juli 1865 bis zum Sommersemester 1867 war er im Corps Marcomannia Breslau aktiv. Er wurde von der Philosophischen Fakultät der Universität Breslau zum Dr. phil. promoviert. Die Preisschrift wurde am 22. März 1869 mit dem Königlichen Preis ausgezeichnet. Seit Michaelis 1869 Probelehrer an der König-Wilhelm-Schule in Reichenbach, bestand er am 25. Februar 1870 in Breslau das Examen pro facultate docendi. Er blieb als Hilfslehrer in Reichenbach und wechselte Ostern 1872 als ordentlicher Lehrer an das Gymnasium zu Liegnitz. Ostern 1879 kam er als Oberlehrer an das Gymnasium zu Bromberg. Von der Krone Preußen am 18. Februar 1885 zum Realgymnasialdirektor ernannt, wurde ihm vom Minister der geistlichen, Unterrichts- und Medizinal-Angelegenheiten die Direktion des Realgymnasiums zu Fraustadt übertragen. Ostern 1895 wurde er als Direktor an das nach Gotthilf Berger benannte Gymnasium zu Posen berufen. Als Ostern 1906 das Berger-Gymnasium von der Berger-Oberrealschule getrennt wurde, behielt er die Direktion des Gymnasiums, das seither Auguste-Viktoria-Gymnasium heißt. Friebe wurde 90 Jahre alt. Sein Sohn war Günther Friebe II (* 27. Januar 1884, † 20. Januar 1964), zuletzt Regierungsdirektor in Hannover.

## Schriften
- Quomodo universitates  Germaniae litterariae adversus concilium Basileense se gesserint. 1869.
- Verzeichnis der in der Bibliothek des Gymnasiums zu Liegnitz befindlichen alten Drucke. Liegnitz 1877.[7]
- Geschichte der ehemaligen Lateinschule Fraustadt. Fraustadt 1894.[8][9]
- Geschichte der königlichen Berger-Oberrealschule (früher Realschule und Realgymnasium) zu Posen während ihres 50jährigen Bestehens 1853–1903. Posen 1903.[10]
- Die Einweihung des neuen Gymnasialgebäudes am 16. April 1903. Posen 1904.[11]